# بال ۱ هوایی تفنگداران دریایی
بال ۱ هوایی تفنگداران دریایی (انگلیسی: 1st Marine Aircraft Wing) یک واحد هوانوردی از سپاه تفنگداران دریایی ایالات متحده آمریکا است که به‌عنوان عنصر رزمی هوایی نیروی سوم تفنگداران دریایی اعزامی فعالیت می‌کند. این گروه در کمپ فاستر در جزیره اوکیناوا، ژاپن مستقر است. این گروه که در سال ۱۹۴۰ فعال شد، شاهد عملیات رزمی سنگینی در طول جنگ جهانی دوم، جنگ کره و جنگ ویتنام بوده است.
وظیفه اصلی این یگان انجام عملیات هوایی در حمایت از نیروی تفنگداران دریایی ناوگان ایالات متحده آمریکا شامل پشتیبانی هوایی تهاجمی، جنگ ضدهوایی، پشتیبانی تهاجمی، شناسایی هوایی شامل اقدامات متقابل الکترونیکی فعال و غیرفعال و کنترل هواپیماها و موشک‌ها است. بال ۱ هوایی تفنگداران دریایی به‌عنوان یک عملکرد جانبی، ممکن است به عنوان یک جزء جدایی‌ناپذیر از هوانوردی دریایی در اجرای سایر وظایف نیروی دریایی که فرمانده ناوگان ممکن است دستور دهد، شرکت کند.